# هالاندیل بیچ
هالاندیل بیچ (به انگلیسی: Hallandale Beach) شهری در شهرستان برووارد ایالت فلوریدا است که در سال ۱۹۲۷ بنیان‌گذاری شده‌است. این شهر طبق سرشماری سال ۲۰۱۰ میلادی، ۳۷٬۱۱۳ نفر جمعیت داشته و مساحت آن نیز ۱۱٫۸ کیلومتر مربع است.